# Giuseppe Gerratana
Giuseppe Gerratana (Modica, 8 novembre 1992) è un siepista italiano, vicecampione continentale agli Europei under 23 di Tampere 2013.

## Biografia
Pratica prima per diversi anni il calcio, poi dopo essersi distinto nella corsa campestre ai Giochi della Gioventù e grazie al consiglio dell'allenatore Salvatore Pisana al padre di dedicarsi maggiormente alla corsa, inizia a maturare in lui l'idea di cambiare completamente disciplina sportiva.
2007, vince la medaglia di bronzo sui 2000 m ai campionati italiani cadetti (assente all'edizione del 2006) e ad inizio stagione ottiene il quarto posto agli italiani cadetti di corsa campestre.
Sino al 2008 si allenava saltuariamente alla corsa, intervallando così la pratica del calcio; poi a partire dal 2009 ha scelto di dedicarsi totalmente all'atletica leggera.
È stato assente ai campionati italiani allievi nel biennio di categoria 2008-2009 (11º agli italiani allievi di corsa campestre del 2008 e primo titolo italiano giovanile l'anno dopo nella stessa rassegna nazionale).
Partecipa alle prime rassegne internazionali giovanili nel 2009 con la partecipazione sui 2000 m siepi sia ai Mondiali allievi (12º) a Bressanone (Italia) che al Festival olimpico della gioventù europea (6º) a Tampere (Finlandia).
Si laurea vicecampione italiano juniores sui 3000 m siepi nel biennio di categoria 2010-2011 e è sesto classificato agli assoluti di Grosseto 2010 (quarta posizione ai campionati italiani juniores di corsa campestre).
Disputa due mondiali juniores nel 2010: Mondiali juniores a Moncton (Canada) uscendo in batteria e Mondiali juniores di corsa campestre a Bydgoszcz (Polonia) con 90º posto individuale e 15º a squadre.
Nel 2011 si piazza 77º a Punta Umbría in Spagna ai Mondiali juniores di corsa campestre nel 2011 e 20º (classifica individuale) e 15º (classifica a squadre) agli Europei juniores di corsa campestre a Velenje (Slovenia).
Diventa due volte campione italiano promesse sui 3000 m siepi nel biennio 2012-2013; nel 2012 agli italiani di corsa campestre giunge 4º tra le promesse e 12º assoluto, poi si laurea vicecampione nazionale agli assoluti di Bressanone; nel 2013 si laurea vicecampione italiano promesse nella corsa campestre (11º assoluto) e giunge quarto agli assoluti di Milano.
2012, agli Europei under 23 di corsa campestre di Budapest in Ungheria: 31º nella prova individuale e 5º nella classifica a squadre.
Nel 2013 si laurea vicecampione continentale sui 3000 m siepi agli Europei under 23 di Tampere (Finlandia); agli Europei under 23 di corsa campestre a Belgrado in Serbia (56º nell'individuale e 9º a squadre).
Tre medaglie d'argento di fila sui 3000 m siepi ai campionati italiani nel biennio 2014-2015: promesse e assoluti (2014), assoluti (2015); 2014, medaglia di bronzo promesse e 12º assoluto ai campionati nazionali di corsa campestre. 45º posto sempre agli italiani di corsa campestre nel 2015.
2014, ai Mondiali universitari di corsa campestre in Uganda ad Entebbe è stato ventunesimo (individuale) e quinto (squadre); ai Giochi del Mediterraneo under 23 ad Aubagne (Francia) vince la medaglia di bronzo.
Nel 2015 colleziona le sue prime due presenze con la Nazionale assoluta: esordio con la Nazionale seniores al DécaNation francese di Parigi con il quarto posto sui 3000 m siepi; poi anche agli Europei di corsa campestre sempre in Francia ad Hyères (22º individuale e 4º a squadre)

## Progressione

### 1500 metri piani
| Stagione | Tempo   | Luogo            | Data      | Rank. Mond. |
| -------- | ------- | ---------------- | --------- | ----------- |
| 2015     | 3'47"32 | Trento           | 14-7-2015 |             |
| 2014     | 4'03"97 | Palermo          | 10-5-2014 |             |
| 2013     | 4'02"60 | Enna             | 24-4-2013 |             |
| 2012     | 3'52"28 | Enna             | 23-6-2012 |             |
| 2011     | 4'03"84 | Bovisio Masciago | 16-4-2011 |             |
| 2010     | 3'58"64 | Pavia            | 9-5-2010  |             |
| 2009     | 4'08"51 | Catania          | 16-5-2009 |             |
| 2008     | 4'13"61 | Catania          | 3-5-2008  |             |
| 2007     | 4'21"60 | Catania          | 28-4-2007 |             |

### 3000 metri siepi
| Stagione | Tempo   | Luogo                  | Data      | Rank. Mond. |
| -------- | ------- | ---------------------- | --------- | ----------- |
| 2015     | 8'37"62 | Ponzano Veneto         | 3-7-2015  |             |
| 2014     | 8'48"00 | Rovereto               | 28-7-2014 |             |
| 2013     | 8'35"55 | Tampere                | 14-7-2013 |             |
| 2012     | 8'52"61 | Hérouville-Saint-Clair | 31-5-2012 |             |
| 2011     | 9'18"19 | Palermo                | 14-5-2011 |             |
| 2010     | 8'53"25 | Grosseto               | 1-7-2010  |             |

## Palmares
| Anno | Manifestazione                           | Sede         | Evento       | Risultato | Prestazione | Note   |
| ---- | ---------------------------------------- | ------------ | ------------ | --------- | ----------- | ------ |
| 2009 | Mondiali allievi                         | Bressanone   | 2000 m siepi | 12º       | 5'55"71     | [ 1 ]  |
| 2009 | Festival olimpico della gioventù europea | Tampere      | 2000 m siepi | 6º        | 6'02"75     | [ 1 ]  |
| 2010 | Mondiali juniores di corsa campestre     | Bydgoszcz    | Individuale  | 90º       | 25'35       | [ 2 ]  |
| 2010 | Mondiali juniores di corsa campestre     | Bydgoszcz    | A squadre    | 15º       | 309 punti   | [ 3 ]  |
| 2010 | Mondiali juniores                        | Moncton      | 3000 m siepi | Batteria  | 9'06"62     | [ 4 ]  |
| 2011 | Mondiali juniores di corsa campestre     | Punta Umbría | Individuale  | 77º       | 25'44       | [ 5 ]  |
| 2011 | Europei juniores di corsa campestre      | Velenje      | Individuale  | 20º       | 18'29       | [ 6 ]  |
| 2011 | Europei juniores di corsa campestre      | Velenje      | A squadre    | 15º       | 262 punti   | [ 7 ]  |
| 2012 | Europei under 23 di corsa campestre      | Budapest     | Individuale  | 31º       | 25'31       | [ 8 ]  |
| 2012 | Europei under 23 di corsa campestre      | Budapest     | A squadre    | 5º        | 124 punti   | [ 9 ]  |
| 2013 | Europei under 23                         | Tampere      | 3000 m siepi | Argento   | 8'35"55     | [ 10 ] |
| 2013 | Europei under 23 di corsa campestre      | Belgrado     | Individuale  | 56º       | 25'21       | [ 11 ] |
| 2013 | Europei under 23 di corsa campestre      | Belgrado     | A squadre    | 9º        | 180 punti   | [ 12 ] |
| 2014 | Mondiali universitari di corsa campestre | Entebbe      | Individuale  | 21º       | 34'09       | [ 13 ] |
| 2014 | Mondiali universitari di corsa campestre | Entebbe      | A squadre    | 5º        | 90 punti    | [ 14 ] |
| 2014 | Giochi del Mediterraneo under 23         | Aubagne      | 3000 m siepi | Bronzo    | 9'02"88     | [ 15 ] |
| 2015 | DécaNation                               | Parigi       | 3000 m siepi | 4º        | 8'56"77     | [ 16 ] |
| 2015 | Europei di corsa campestre               | Hyères       | Individuale  | 22º       | 30'43"00    | [ 16 ] |
| 2015 | Europei di corsa campestre               | Hyères       | A squadre    | 4º        | 99 punti    | [ 17 ] |

## Campionati nazionali
- 2 volte campione promesse sui 3000 m siepi (2012, 2013)
- 1 volta campione allievi di corsa campestre (2009)

2007
- 4º ai Campionati italiani di corsa campestre, (Villa Lagarina), 2,610 km - 8'29 (cadetti)[18]
- Bronzo ai Campionati italiani cadetti e cadette, (Ravenna), 2000 m - 5'50"67[19]

2008
- 11º ai Campionati italiani di corsa campestre, (Carpi), 5 km[20]

2009
- Oro ai Campionati italiani di corsa campestre, (Porto Potenza Picena), 5 km 15'55 (allievi)[21]

2010
- 4º ai Campionati italiani di corsa campestre, (Formello), 8 km - 26'58 (juniores)[22]
- Argento ai Campionati italiani juniores e promesse, (Pescara), 3000 m siepi - 9'03"86[23]
- 6º ai Campionati italiani assoluti, (Grosseto), 3000 m siepi - 8'53"25[24]

2011
- Argento ai Campionati italiani juniores e promesse, (Bressanone), 3000 m siepi - 9'27"88[25]
- 20º ai campionati italiani di 10 km su strada - 30'50"

2012
- 12º ai Campionati italiani di corsa campestre, (Borgo Valsugana), 10 km - 32'07 (assoluti)[26]
- 4º ai Campionati italiani di corsa campestre, (Borgo Valsugana), 10 km - 32'07 (promesse)[27]
- Oro ai Campionati italiani juniores e promesse, (Misano Adriatico), 3000 m siepi - 8'54"75[28]
- Argento ai Campionati italiani assoluti, (Bressanone), 3000 m siepi - 8'55"75[29]

2013
- 11º ai Campionati italiani di corsa campestre, (Abbadia di Fiastra), 10 km - 30'12 (assoluti)[30]
- Argento ai Campionati italiani di corsa campestre, (Abbadia di Fiastra), 10 km - 30'12 (promesse)[31]
- Oro ai Campionati italiani juniores e promesse, (Rieti), 3000 m siepi - 8'54"52[32]
- 4º ai Campionati italiani assoluti, (Milano), 3000 m siepi - 8'44"13[33]

2014
- 12º ai Campionati italiani di corsa campestre, (Nove-Marostica), 10 km - 31'14 (assoluti)[34]
- Bronzo ai Campionati italiani di corsa campestre, (Nove-Marostica), 10 km - 31'14 (promesse)[35]
- Argento ai Campionati italiani juniores e promesse, (Torino), 3000 m siepi - 9'02"01[36]
- Argento ai Campionati italiani assoluti, (Rovereto), 3000 m siepi - 8'48"00[37]

2015
- 45º ai Campionati italiani assoluti di corsa campestre, (Fiuggi), 10 km - 33'32[38]
- Argento ai Campionati italiani assoluti, (Torino), 3000 m siepi - 8'40"35[39]

2017
- Bronzo ai campionati italiani assoluti, 3000 m siepi - 8'41"59

2018
- 5º ai campionati italiani assoluti, 3000 m siepi - 8'49"65

2019
- 5º ai campionati italiani assoluti, 3000 m siepi - 8'51"54

2020
- 10º ai campionati italiani assoluti, 10000 m piani - 29'47"93

2021
- Bronzo ai campionati italiani assoluti, 3000 m siepi - 8'50"59
- Bronzo ai campionati italiani, 10 km su strada - 28'34"

2022
- 4º ai campionati italiani di maratonina - 1h02'48"

## Altre competizioni internazionali
2012
- 12º al Giro podistico internazionale di Castelbuono ( Castelbuono) - 32'13"

2013
- 8º al Memorial Peppe Greco ( Scicli) - 30'16"

2015
- 4º al DécaNation ( Parigi), 3000 m siepi - 8'56"77
- 11º al Giro al Sas ( Trento) - 30'21"

2016
- 15º al Giro al Sas ( Trento) - 31'02"

2017
- 8º al Giro podistico internazionale di Castelbuono ( Castelbuono) - 36'32"
- 12º al Giro al Sas ( Trento) - 30'40"
- 8º al Memorial Peppe Greco ( Scicli) - 30'31"

2018
- 11º al Giro al Sas ( Trento) - 30'10"

2021
- 7º al Giro al Sas ( Trento) - 29'27"

2022
- 6º alla Maratona di Stoccolma ( Stoccolma) - 2h18'33"
- 9º al Giro podistico internazionale di Castelbuono ( Castelbuono) - 36'13"
- Oro alla Maratona di Torino ( Torino) - 2h13'00"
- 13º al Giro al Sas ( Trento) - 30'19"

2023
- 13º alla Milano Marathon ( Milano) - 2h14'44"
- 7º al Giro podistico internazionale di Castelbuono ( Castelbuono) - 35'34"
- Argento al Trofeo Sant'Agata ( Catania) - 29'53"

2025
- 8º al Giro podistico internazionale di Castelbuono ( Castelbuono) - 36'49"